# Porta Molino

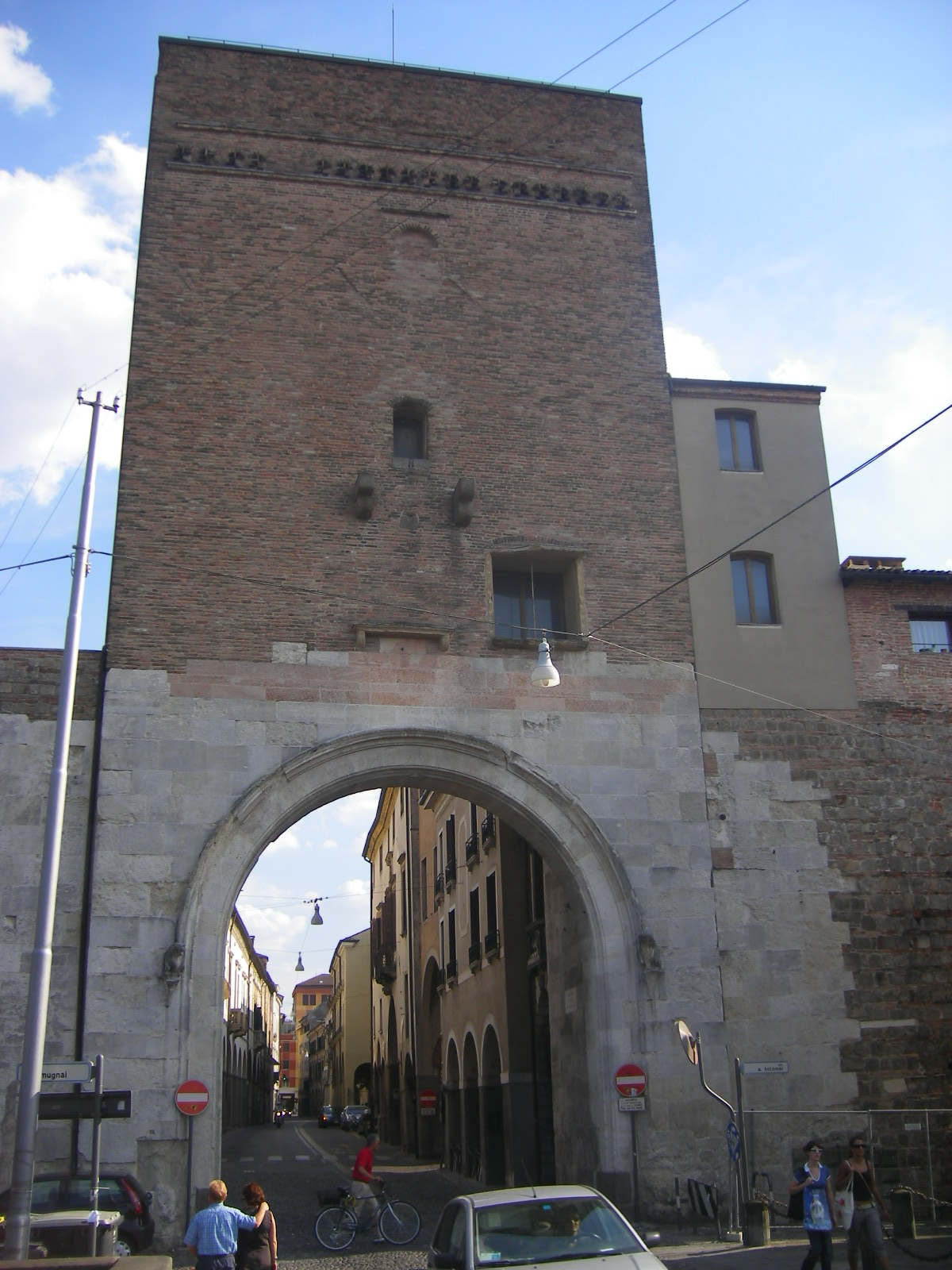
La porta da Ponte Molino

La Porta Molino o Porta dei Molini era il principale dei quattro accessi regales che si aprivano nella cinta muraria medievale di Padova. Affacciata verso settentrione, si innalza al termine del romano Ponte Molino che attraversa il ramo del Bacchiglione chiamato Tronco Maestro dove sino 1884 funzionarono trentatré ruote di altrettanti mulini montati su barche, da cui la porta ed il ponte traggono il nome.

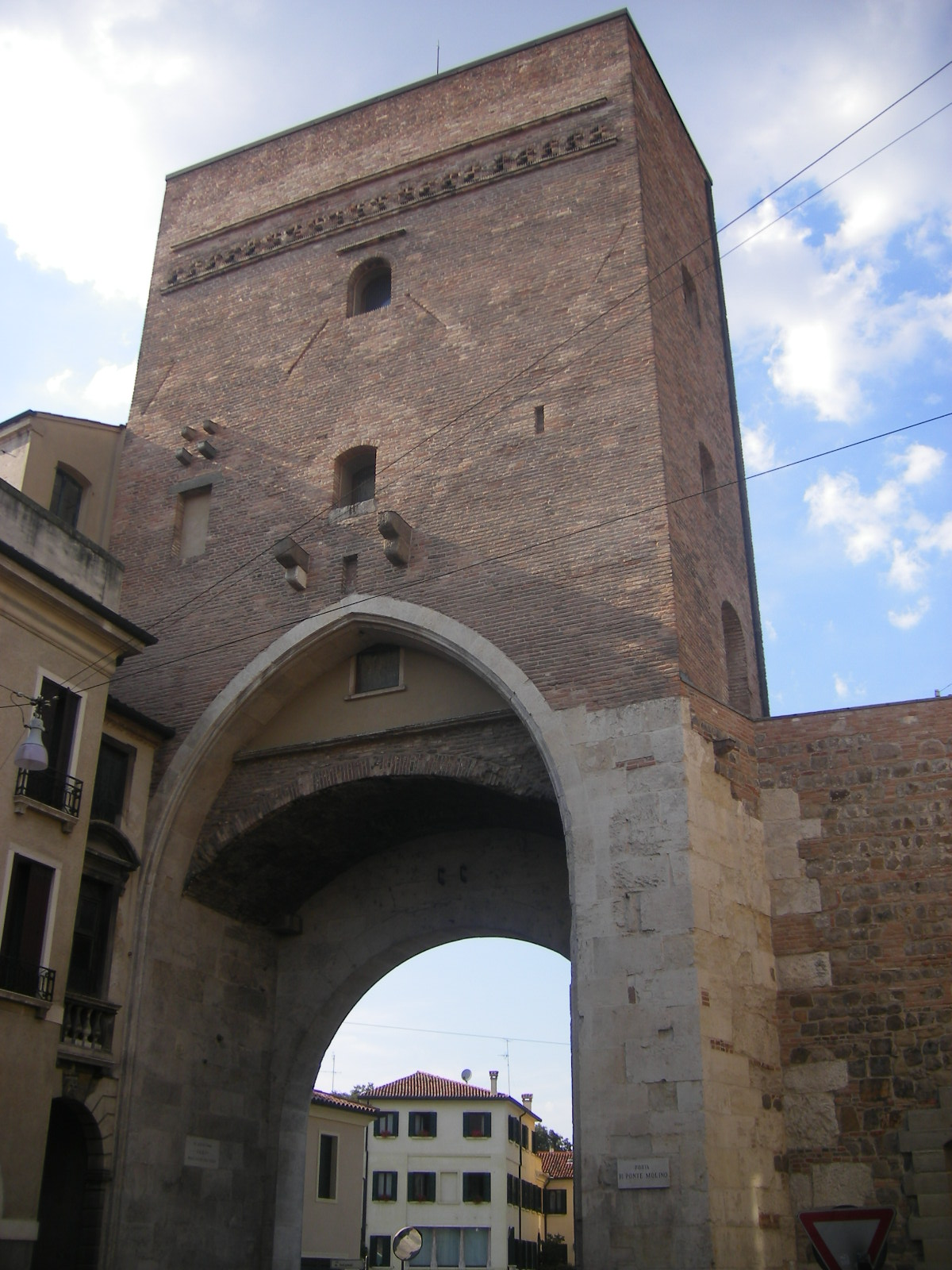
La porta dalla Stra' Maggiore ora Via Dante. Sulla sinistra, l'accesso seicentesco al torrione

Alta quasi 26 metri, venne eretta in pietra e cotto nel XIII secolo, fu pensata come accesso solenne alla stra' regia o stra' maggiore (ora via Dante), la via più importante di Padova. Il torrione si innalza esteriormente su una sorta di arco trionfale romanico in pietra (decorato pure da una coppia di leoncini) mentre all'interno si succedono due arcate (la più ampia e suggestiva è a sesto acuto) che permettevano di azionare le macchine di difesa, tra cui i grandi battenti incardinati negli alloggiamenti in pietra ancora visibili. Interessante l'accesso barocco al torrione superiore, costruzione del XVII secolo accostata alla facciata interna, sulla sinistra. Ai lati si dipanano brani delle mura comunali, che verso ponente proseguono per via del Casin Rosso. L'accesso pedonale è frutto di interventi ottocenteschi.
Alla fine dell'Ottocento la parte superiore della porta fu utilizzata come vasca d'accumulo per la prima rete di distribuzione dell'acqua potabile in città. È probabilmente falsa (anche se accreditata da una lapide di Carlo Leoni) la diceria secondo cui Galileo Galilei, nel suo periodo padovano, avrebbe utilizzato la porta come osservatorio astronomico.

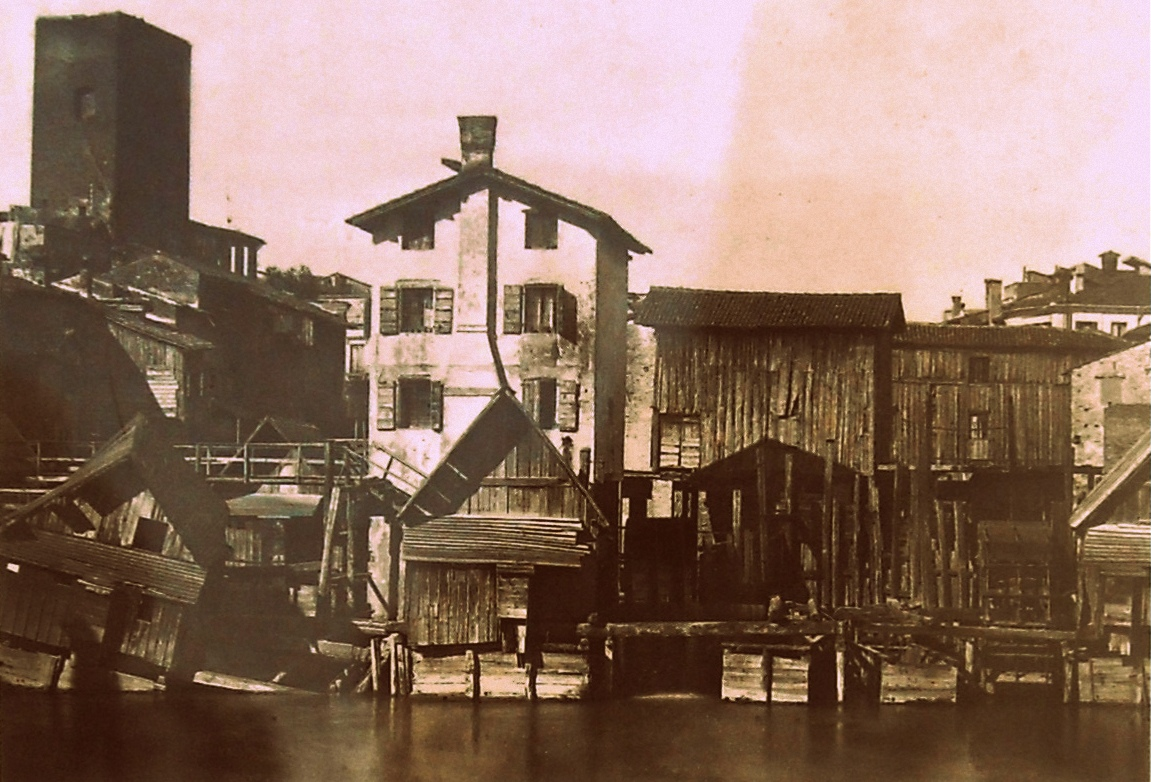
I mulini natanti nella seconda metà del XIX secolo. Sul fondo, a sinistra la porta